# Chelipoda elongata
Chelipoda elongata är en tvåvingeart som först beskrevs av Axel Leonard Melander 1902.  Chelipoda elongata ingår i släktet Chelipoda och familjen dansflugor. Inga underarter finns listade i Catalogue of Life.